# Stèle des victoires de Piânkhy

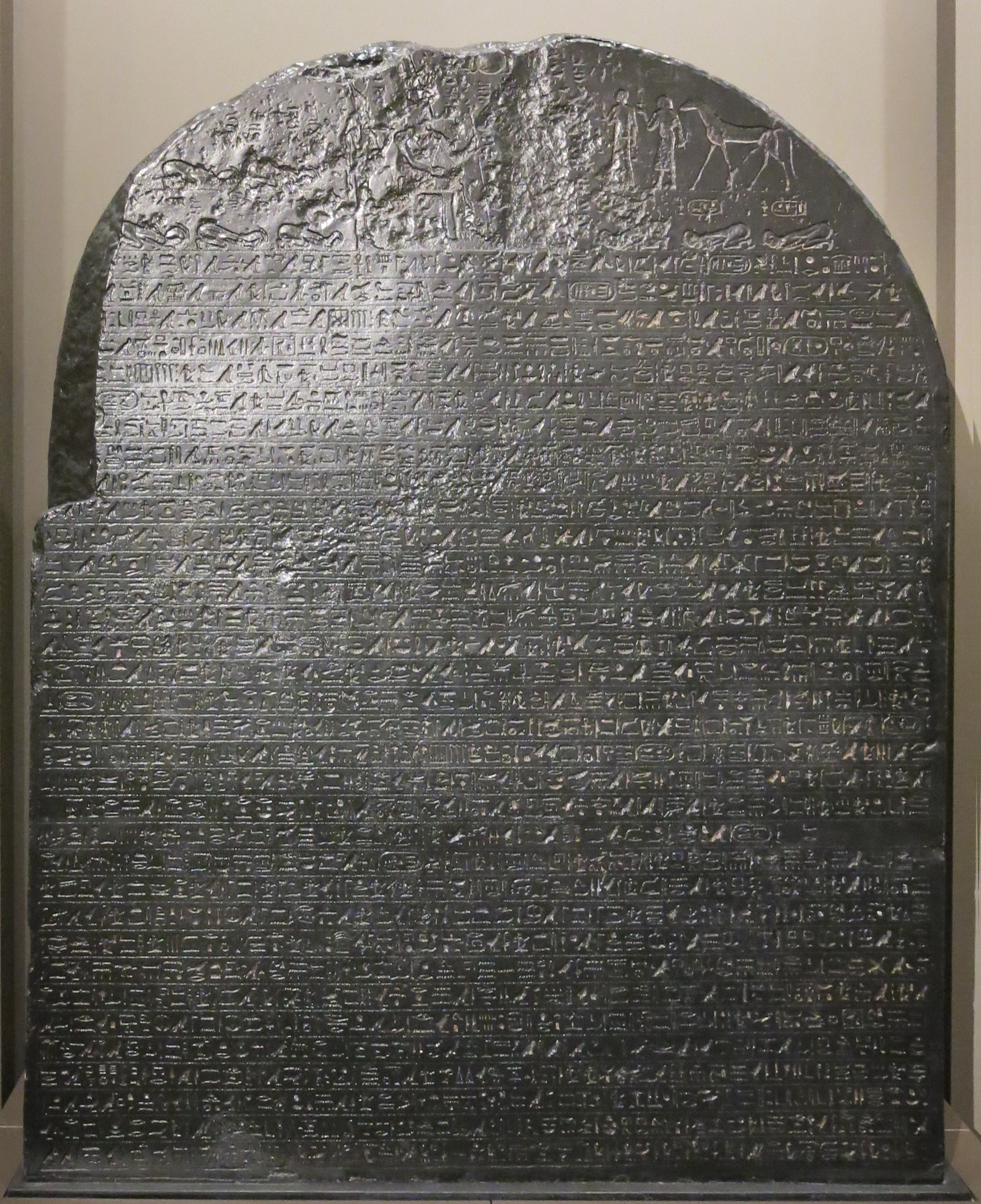
Stèle des victoires

La stèle des victoires de Piânkhy, est une haute stèle comportant un texte triomphal relatant la conquête de l'Égypte par les armées koushites au VIIIe siècle AEC. Elle a été découverte en 1862 par un officier de l'armée du pacha d'Égypte qui avait alors pris possession de la région du nord Soudan. Elle se trouve aujourd'hui au musée du Caire.
Cette stèle comporte dans son cintre un tableau représentant une scène de soumission des princes et rois des cités égyptiennes devant Piânkhy qui se déclare être le pharaon en titre, ses concurrents et ennemis étant de facto ses vassaux. Le texte comporte 159 lignes de hiéroglyphes qui décrivent la campagne militaire victorieuse du roi à travers le pays donnant un aperçu de l'état du pays d'alors et notamment des principales cités conquises.
La stèle en granit mesure 1,8m sur 1,84m et est profonde de 0,43m. Son poids est de 2,3 tonnes.

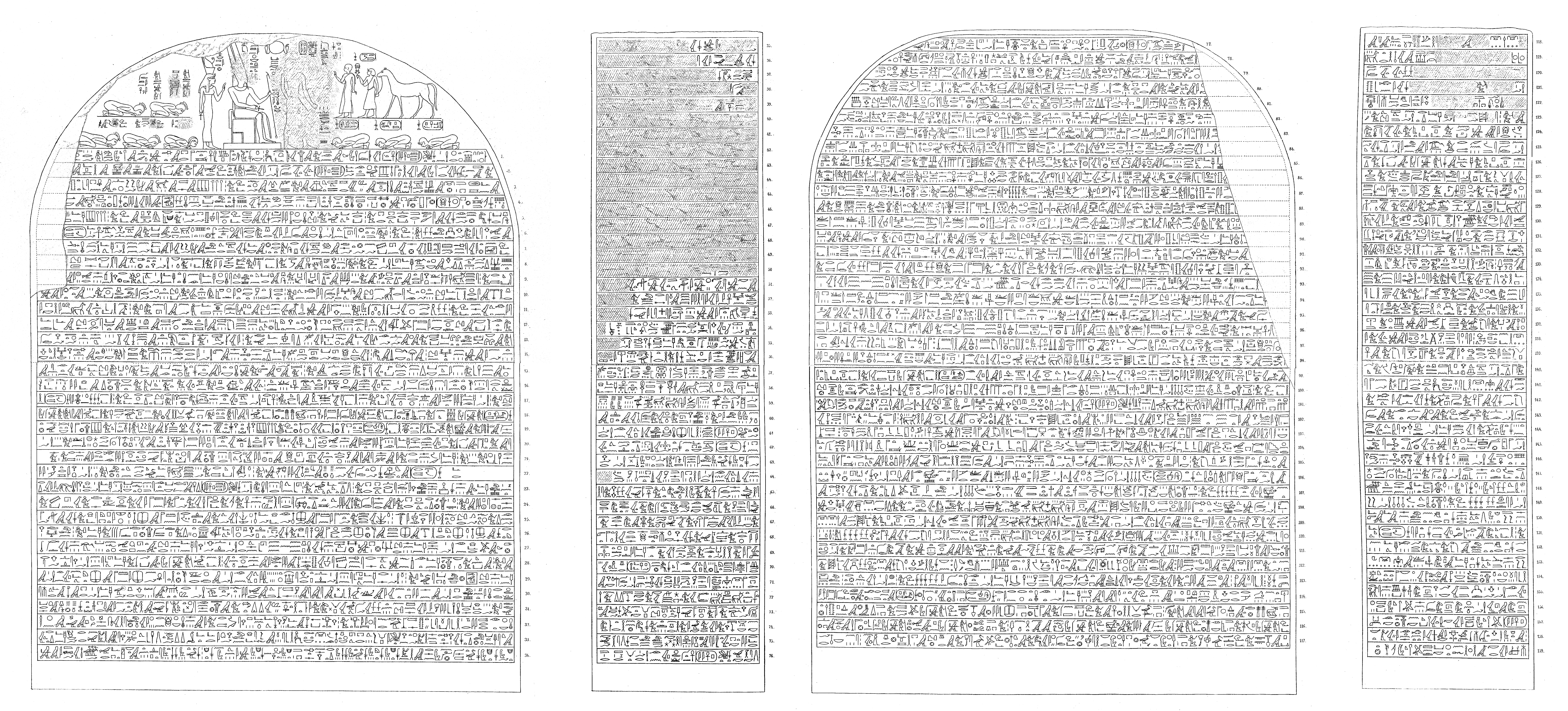
Stèle des victoires (complète)